# Ari Ankorjon
Ari Ankorjon (hebr.: ארי אנקוריון, ang.: Ari Ankorion, ur. 2 października 1908 w Kalwarii, zm. 11 marca 1986) – izraelski prawnik, dziennikarz, pisarz i polityk, w 1965 oraz w latach 1969–1977 poseł do Knesetu.

## Życiorys
Urodził się 2 października 1908 w Kalwarii w ówczesnym Imperium Rosyjskim (obecnie Litwa).
Po I wojnie światowej został mieszkańcem Litwy. Po skończeniu chederu, uczył się w hebrajskiej szkole naukowo-technologicznej w Wyłkowyszkach. Następnie ukończył prawo na Uniwersytecie Witolda Wielkiego w Kownie. Podczas studiów został członkiem syjonistycznej organizacji studenckiej. W 1933 wyemigrował do – stanowiącej brytyjski mandat – Palestyny.
Pracował jako prawnik w Jerozolimie, gdzie związał się z lewicowymi żydowskimi partiami oraz związkiem zawodowym Histadrut. W latach 1934–1935 był członkiem sekretariatu Mapai (Partii Robotników Ziemi Izraela) w Jerozolimie. W latach 1936–1938 był korespondentem – wydawanej przez Histadrut – gazety „Dawar” w Londynie. W Wielkiej Brytanii kontynuował studia prawnicze na London School of Economics. Uzyskał doktorat (Ph.D) oraz uprawnienia adwokackie jako barrister.
Po powrocie do Palestyny w latach 1940–1946 pracował jako doradca prawny holdingu Hewrat ha-Owdim, należącego do Histadrutu.
W wyborach parlamentarnych w 1961 bezskutecznie kandydował do izraelskiego parlamentu z listy Mapai. W piątym Knesecie znalazł się na kilka miesięcy 7 lipca 1965, kiedy objął mandat po śmierci byłego premiera Moszego Szareta. Zasiadał w komisji spraw zagranicznych i obrony. W przeprowadzonych w listopadzie wyborach ponownie kandydował bezskutecznie – z listy Koalicji Pracy, jednak i tym razem trafił do parlamentu pod koniec kadencji – objął mandat 26 lutego 1969 po śmierci urzędującego premiera Lewiego Eszkola. Knesecie szóstej kadencji zasiadał w dwóch komisjach – budownictwa oraz konstytucyjnej, prawa i sprawiedliwości. W kolejnych dwóch wyborach – 1969 oraz 1973 uzyskiwał reelekcję. Zarówno w siódmym, jak i  ósmym Knesecie przewodniczył komisji budownictwa oraz zasiadał w komisji konstytucyjnej, prawa i sprawiedliwości.
Przewodniczył Komisji Rewizyjnej Partii Pracy. Był autorem publikacji w gazecie „Dawar” oraz czasopiśmie „Ha-Po’el ha-ca’ir.
Zmarł 11 marca 1986. Został pochowany na cmentarzu w Holonie.